# American Society of Composers, Authors and Publishers

Logo der ASCAP

Die American Society of Composers, Authors and Publishers (ASCAP) mit Sitz in New York City ist die älteste US-amerikanische Verwertungsgesellschaft für Musik-Produkte.

## Aufgabe
Die ASCAP hat die Aufgabe, das geistige Eigentum von Komponisten, Musikern und Verlegern zu schützen, indem sie öffentliche Aufführungen von Musik und Filmen erfasst und kontrolliert, Gebühren einzieht und an die Urheber weitergibt. In Deutschland hat die GEMA eine ähnliche Funktion.

## Geschichte
In den Anfangsjahren wurde Musik in den Radiosendern ausschließlich live gespielt, und die Musiker wurden an Ort und Stelle bezahlt. Nach Aufkommen der Schallplatte gingen die Musiker und Komponisten zunehmend leer aus. Die Sender weigerten sich, für das Abspielen von Tonkonserven zu zahlen. Um die Copyright-Rechte ihrer Mitglieder zu schützen, wurde am 13. Februar 1914 in New York die ASCAP gegründet. Zu den Gründungsmitgliedern gehören Irving Berlin, Otto Harbach, Jerome Kern, Silvio Hein, James Weldon Johnson, Jacob Witmark, John Philip Sousa, Victor Herbert und Gustave Adolph Kerker. Sehr schnell wurde ihr Recht, Royalties zu verlangen, auch gerichtlich bestätigt. Am 22. Januar 1917 entschied nämlich der Supreme Court, dass die ASCAP das Recht habe, von Live-Aufführungen Gebühren zu kassieren.
Es entstand ein Monopolist, der in kürzester Zeit die amerikanische Musikwelt kontrollierte. Nur handverlesene Komponisten und Texter wurden als Mitglieder akzeptiert. Ganze Musikgenres wie etwa die Country-Musik oder der Rhythm and Blues blieben ausgeschlossen. Als Mitglieder dieser Urheberrechtsgesellschaft beeinflussten um 1940 etwa 1000 Komponisten so den populären Musikgeschmack in den USA.
Im Jahr 1944 verdoppelte die ASCAP ihre Forderungen an die Radiosender. Diese boykottierten daraufhin die Organisation und griffen stattdessen auf das Material der von den Rundfunkverantwortlichen 1931 als eigene Lizenzgesellschaft gegründeten Broadcast Music Incorporated (BMI) zurück. Bereits von Januar bis November 1941 hatten Programmdirektoren alte Schlager und rechtlich ungeschützte Folkmusik statt des ASCAP-Repertoires gespielt. Die ASCAP verlor ihr Monopol und war gezwungen, sich anderen Musikrichtungen zu öffnen. Viele Radiosender schlossen sich außerdem zur NBC zusammen, um Produktionskosten zu senken.
In der Konkurrenzorganisation BMI waren zunächst eher unbekannte Künstler (vor allem aus den Bereichen Hillbilly, Country und Blues) organisiert, während die ASCAP die etablierten Stars aus den Branchen Musik, Film und Fernsehen vertrat. Nach Öffnung der ASCAP für Musikschaffende aller Genres unterscheiden sich beide Organisationen kaum noch.

## Auszeichnungen
Die ASCAP vergibt über die ASCAP Foundation eine Vielzahl von Auszeichnungen, beispielsweise den ASCAP Foundation Musical Theater Award, den ASCAP Foundation Young Jazz Composers Award, den Deems Taylor Award und den Richard Rodgers Award und mehr.